# Архімандрит
Архімандри́т (грец. αρχιμανδρίτης від αρχι, «головний, старший» + μάνδρα, «загін, кошара, огорожа»; у значенні «монастир») — титул управителів великих чоловічих монастирів, ректорів духовних семінарій, керівників духовних місій та монаших чинів. Відповідає митрофорному протоієрею у білому духовенстві. Єпископ, що є настоятелем монастиря, іменується священноархімандритом.

## Історичні аспекти
Вперше титул архімандрита введено у християнській церкві в актах Ефеського собору 431 року. Константинопольський собор 448 року мав серед делегатів чимало архімандритів. Цей титул згадують візантійський імператори Зенон у 482 році в «Епотіконі» і Юстиніан I.
Спершу титул архімандрит вживався на позначення керівника усіх монастирів єпархії, обраного з-поміж місцевих ігуменів, згодом — як почесний сан для керівників найславетніших монастирів.
В Київській Русі вперше цей титул зустрічається близько 1174 року. Ним іменується Полікарп — ігумен Києво-Печерського монастиря. В Україні було декілька архімандритів — києво-печерський, унівський, почаївський та інші. Згодом титул архімандрит став надаватися ректорам семінарій, главам духовних місій, греко-католицьких чернечих орденів (чинів).

## Особливі відзнаки
Сан архімандрита дається довічно. Відзнаки архімандрита: митра і, якщо архімандрит є намісником монастиря, берло.